# کلیفتون (نیوجرسی)
کلیفتون (به انگلیسی: Clifton) شهری در ایالت نیوجرسی کشور ایالات متحده آمریکا است که جمعیت آن در سرشماری سال ۲۰۱۰ میلادی، ۸۴٬۱۳۶ نفر بوده‌است.